# Boratynka

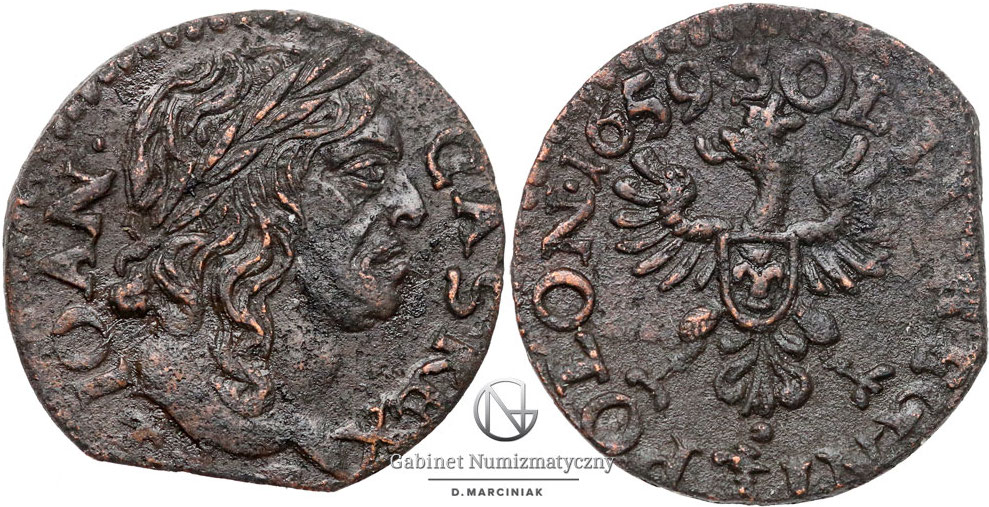
Boratynka koronna z 1659 r. (pierwszy rok produkcji)

Boratynka (boratynek) – popularna, nieoficjalna nazwa miedzianego szeląga Jana II Kazimierza Wazy, bitego w Rzeczypospolitej w latach 1659–1668.

## Historia
II wojna północna, czyli w Polsce tzw. potop szwedzki, spowodowała poważny kryzys gospodarczy i monetarny w Rzeczypospolitej. Skarb państwa nie był zdolny wywiązać się ze zobowiązań, szczególnie wobec wojska. Ówczesny zarządca mennicy krakowskiej, Tytus Liwiusz Boratini, zaproponował bicie drobnej monety miedzianej, która miałaby urzędowo nadaną wartość srebrnego szeląga, czyli ⅓ grosza polskiego. Sejm zgodził się na ten projekt, mimo że nowy miedziany szeląg nie miał realnej, kruszcowej wartości trzeciej części grosza, czyli 1/90 polskiego złotego (ówcześnie 1 grosz polski = 1/30 złotego polskiego).
Wyznaczone ograniczenie bicia miedzianych szelągów do kwoty 182 291 złotych polskich w mennicy krakowskiej i 817 708 złp dla Korony oraz 1 miliona złp dla Wielkiego Księstwa w mennicy ujazdowskiej, otwartej w 1659 specjalnie dla bicia nowych szelągów, Boratini nielegalnie przekroczył. Spotkał się za to z zarzutami w 1662, kiedy to Sejm nakazał wstrzymanie bicia boratynek. Jednak trwające nadal kłopoty skarbu spowodowały, że w 1663 emisję wznowiono i rozszerzono również na mennice litewskie, traktując ją jako jedyny możliwy sposób wyjścia z zapaści fiskalnej i wypłaty zaległego żołdu.

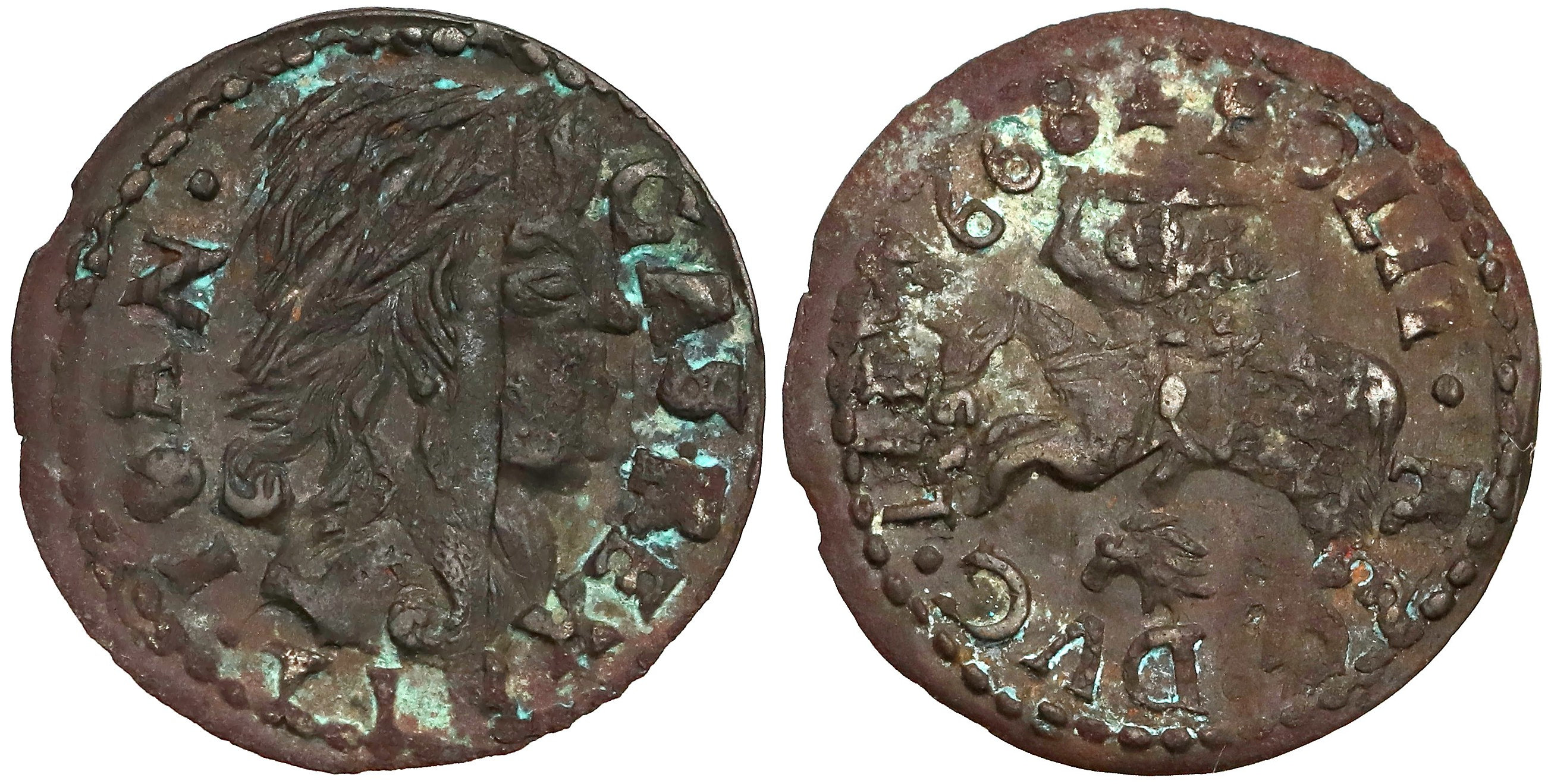
Sfałszowana boratynka litewska

Z jednego funta (405 gramów) miedzi Boratini bił 300 szelągów, wartych urzędowo 100 groszy. 57 groszy dostawał skarb państwa, resztę brał dzierżawca mennicy. Mimo ogromnych zysków Boratini nadal oszukiwał skarb, bijąc monety poza limitem. Ciągle mu to zarzucano, aż w 1666 zamknięto ujazdowską mennicę szelągową. Ostatecznie bicia miedzianych szelągów zaprzestano w 1668. Ogromna liczba miedzianych szelągów wprowadzonych do obiegu oraz ich niezbyt wysoka jakość zachęcały fałszerzy. Złapanemu fałszerzowi groziły tortury, obcięcie prawej ręki i przybicie jej na bramie miejskiej oraz ścięcie. Perspektywa dużego i łatwego zysku powodowała jednak, że chętnych do podjęcia ryzyka nie brakowało. Szacuje się, że fałszerstwa stanowiły ok. dziesiątej części emisji, liczącej ogółem ok. 1,8 miliarda monet.
Nazywane od nazwiska Boratiniego boratynkami miedziane szelągi, będące urzędowym fałszerstwem, pomogły skarbowi państwa wydobyć się z długów. Przyczyniły się jednak do pogłębienia chaosu monetarnego w Polsce (w obiegu funkcjonowały jeszcze w początkach XVIII w.) Na przykład w 1664 r. za dukata trzeba było dać 195 groszy w srebrze, w boratynkach natomiast 270 groszy, czyli 810 szelągów. Taka liczba boratynek ważyła ponad kilogram. Niezadowoleni z żołdu płaconego niepełnowartościową monetą żołnierze wzniecali bunty, byli bardziej podatni na agitację przeciwników króla i chętnie przyłączali się do rokoszu Lubomirskiego (zaprzestanie płacenia żołdu boratynkami było jednym z żądań rokoszan).
Współcześnie boratynki również nie mają poważania u kolekcjonerów. Ich cena rzadko przekracza kilkanaście złotych. Prawdopodobnie od boratynek wzięły się znane powiedzenia „Znać kogoś (coś) jak zły szeląg” oraz „Niewart złamanego szeląga”.

## Opis

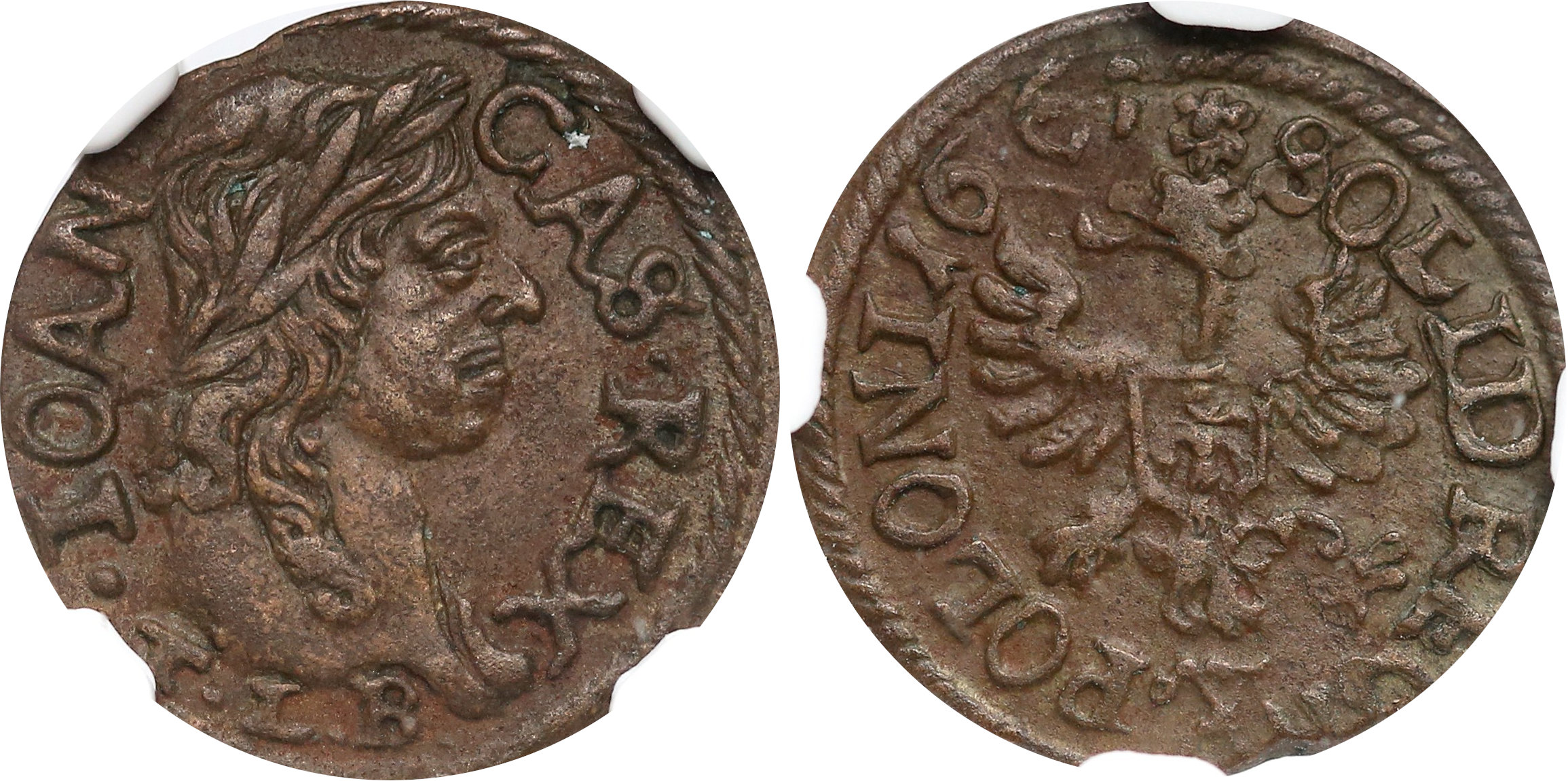
Boratynka koronna
(mennica w Ujazdowie)

Boratynki koronne mają na awersie głowę króla Jana Kazimierza w wieńcu laurowym, napis. IOAN. – CAS. REX (Jan Kazimierz Król) wokół głowy przedzielony jest literami T.L.B (inicjały Boratiniego). W późniejszych emisjach występowały również odmiany bez liter T.L.B oraz z inaczej pisaną tytulaturą. Rewers przedstawia orła polskiego z tarczą herbową Wazów na piersiach. W otoku różne odmiany skróconego napisu SOLIDUS REGNI POLONIAE (szeląg Królestwa Polskiego), np. SOLID. REGN - POLON i data. U góry czasami napis przedziela rozetka lub kropka, a u dołu herb podskarbiego wielkiego koronnego Jana Kazimierza Krasińskiego – Ślepowron. W późniejszych odmianach zdarzało się inne rozmieszczenie poszczególnych elementów. Monety te bito w mennicy w Ujazdowie w latach 1659, 1660, 1661, 1663, 1664 i 1665 oraz w Krakowie w latach 1659, 1660 i 1661.

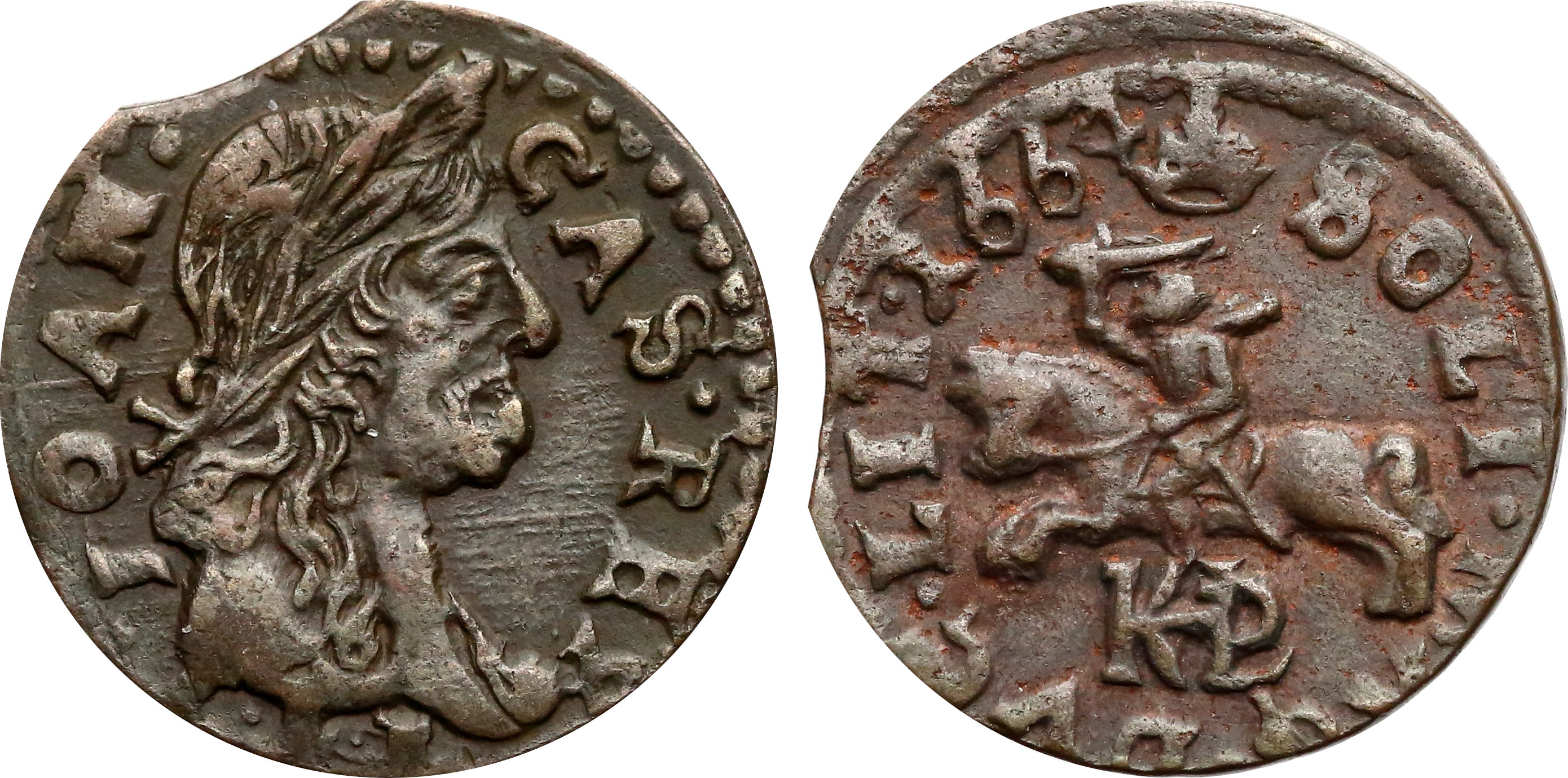
Boratynka litewska
(mennica w Wilnie)

Boratynki litewskie bite początkowo w mennicy ujazdowskiej miały identyczny awers, jak koronne. Później zmianie uległy inicjały. Na rewersie była przedstawiona Pogoń. Pod nią herb podskarbiego wielkiego litewskiego (początkowo koronnego). W otoku napis, przedzielony u góry koroną książęcą, zazwyczaj SOLI.MAG.DVC.LIT. (szeląg Wielkiego Księstwa Litewskiego) lub podobne i data. W późniejszych odmianach występowały różnice.
Szelągi litewskie bito w następujących mennicach:
- Ujazdów (znak Ślepowron) – 1660, 1661[1]
- Oliwa (znak Snopek i Wieniawa) – 1663[1]
- Wilno (HKPL) – 1664, 1665, 1666[1]
- Kowno (znak Kryszpin) – 1665, 1666, 1667 (z datą 1666)[1]
- Brześć (HKPL) – 1665, 1666[1]
- Malbork (HKPL) – 1666[1]